# Philadelphia Jack O'Brien
Philadelphia Jack O'Brien, de son vrai nom James Francis Hagen, est un boxeur américain né le 17 janvier 1878 à Philadelphie et mort le 12 novembre 1942.

## Carrière
Il devient champion du monde des mi-lourds le 20 décembre 1905 en battant Bob Fitzsimmons par arrêt de l'arbitre au 13e round. O'Brien ne défend pas son titre et préfère affronter le champion du monde des poids lourds Tommy Burns. Après un match nul le 28 novembre 1906, il s’incline aux points le 8 mai 1907 au Naud Junction Pavilion de Los Angeles.

## Distinction
- Philadelphia Jack O'Brien est membre de l'International Boxing Hall of Fame depuis 1994[2].